# Edward Milewski
Edward Milewski (ur. 13 października 1894 w Augustowie, zm. 26 stycznia 1951 w Londynie) – pułkownik kawalerii Wojska Polskiego, działacz niepodległościowy, kawaler Orderu Virtuti Militari.

## Życiorys
Był synem Juliana i Ksawery z Kołakowskich. Brał udział w I wojnie światowej po stronie rosyjskiej, gdzie ukończył kurs szkoły oficerskiej kawalerii. Awansowany kolejno do stopnia chorążego i następnie podporucznika. Od 1917 roku w I Korpusie Polskim w Rosji. Służył w 1 pułku ułanów i 24 lipca 1917 roku wziął udział w bitwie pod Krechowcami. W lipcu 1918 roku, po rozwiązaniu I Korpusu Polskiego, powrócił do kraju.
Od listopada 1918 w odrodzonym Wojsku Polskim. W szeregach 1 pułku ułanów wziął udział w wojnie z bolszewikami. Po wojnie zweryfikowany w stopniu rotmistrza ze starszeństwem z dniem 1 czerwca 1919 roku. Służbę kontynuował w macierzystym 1 pułku Ułanów Krechowieckich na stanowisku dowódcy szwadronu. Awansowany do stopnia majora ze starszeństwem z dniem 1 stycznia 1927 roku. W latach 1927–1929 był m.in. dowódcą szwadronu zapasowego 1 pułku ułanów. W lipcu 1929 roku został przeniesiony do 20 pułku ułanów w Rzeszowie na stanowisko kwatermistrza. Z dniem 1 kwietnia 1930 roku został przesunięty na stanowisko zastępcy dowódcy 20 pułku ułanów im. Króla Jana III Sobieskiego. 14 grudnia 1931 roku został awansowany na podpułkownika ze starszeństwem z dniem 1 stycznia 1932 roku i 3. lokatą w korpusie oficerów kawalerii. W kwietniu 1934 roku został mianowany dowódcą 3 pułku szwoleżerów w Suwałkach. Na pułkownika został awansowany ze starszeństwem z dniem 19 marca 1938 roku i 5. lokatą w korpusie oficerów kawalerii.
W kampanii wrześniowej 1939 roku dowodził 3 pułkiem szwoleżerów w składzie Suwalskiej Brygady Kawalerii, a od 22 września do 6 października 1939 roku dowodził Brygadą Kawalerii „Edward” w składzie SGO „Polesie”. Po zakończonej bitwie pod Kockiem przebywał w niewoli niemieckiej. Był jeńcem Oflagu VII A Murnau. Po uwolnieniu z niewoli 29 kwietnia 1945 roku wyjechał do Włoch, gdzie wstąpił do 2 Korpusu Polskiego. W latach 1945–1947 był dowódcą 25 pułku Ułanów Wielkopolskich. Po demobilizacji osiedlił się w Londynie, gdzie zmarł. Pochowany na cmentarzu Stretham Park.

## Ordery i odznaczenia
- Krzyż Złoty Orderu Wojennego Virtuti Militari nr 128[9] (za kampanię wrześniową)
- Krzyż Srebrny Orderu Wojskowego Virtuti Militari nr 2601 (1921)[10]
- Krzyż Niepodległości (17 września 1932)[11]
- Krzyż Kawalerski Orderu Odrodzenia Polski (11 listopada 1936)[12]
- Krzyż Walecznych (czterokrotnie)[13]
- Złoty Krzyż Zasługi (10 listopada 1928)[14]
- Krzyż Wojenny (Francja)
- Medal Wojskowy (Francja, 1930)[15]
- Medal Pamiątkowy Wielkiej Wojny (Francja)
- Medal Zwycięstwa